# Spurio Furio Medullino Fuso (console 464 a.C.)
Spurio Furio Medullino Fuso (... – 453 a.C.) è stato un politico e militare romano.

## Primo Consolato
Furio Medellino fu eletto console nel 464 a.C., con Aulo Postumio Albo Regillense, nell'anno i cui Roma combatte contro gli Equi.
Mentre Postumio rimaneva a Roma, a Furio Medellino fu dato il comando delle operazioni militari contro gli Equi, che avevano sconfinato nei territori degli Ernici, alleati dei romani. Lo scontro avvenne nel territorio degli Ernici, e non fu favorevole ai romani, inferiori per numero, che per non soccombere, si ritirarono nel proprio accampamento, prontamente assediato dai nemici. Durante un tentativo di sortita, progettato per tentare di rompere l'assedio degli Equi, morì il fratello di Furio Medellino, Publio Furio Medullino Fuso, e lo stesso console rimase ferito, nel tentativo di salvare il fratello, circondato dai nemici.
A Roma si decise di affidare i soccorsi a Tito Quinzio Capitolino Barbato, console dell'anno precedente, affidandogli poteri consolari, e si affidò all'altro console, Postumio, il compito di difendere i confini della città.
Tito Quinzio, rinforzato il proprio contingente con elementi prestati dagli alleati Latini ed Ernici, riuscì a prestare soccorso al console assediato, sbaragliando il campo nemico. Non solo, con una manovra a tenaglia, coordinando le proprie forze (comprensive di quelle sotto il comando di Furio), con quelle di Postumio, lasciate ai confini del territorio romano, riuscì ad infliggere notevoli perdite agli Equi, che intanto si erano dati ai saccheggi in territorio romano.

## Secondo consolato
Furio Medellino nel 453 a.C. fu poi scelto come consul suffectus per sostituire il console Sesto Quintilio Varo colpito dalla pestilenza che imperversa a Roma, rimanendo però anche lui vittima della stessa malattia.